# Чарлз Аман
Чарлз Аман (англ. Charles Aman, 25 вересня 1887 — 9 січня 1936) — американський академічний веслувальник.
Срібний призер Олімпійських Ігор 1904 року в складі розпашної четвірки без стернового.